# Culicoides buettikeri
Culicoides buettikeri är en tvåvingeart som beskrevs av Boorman 1989. Culicoides buettikeri ingår i släktet Culicoides och familjen svidknott.
Artens utbredningsområde är Oman. Inga underarter finns listade i Catalogue of Life.